# Adna Chaffee
Adna Romanza Chaffee (Orwell, 14 aprile 1842 – Los Angeles, 1º novembre 1914) è stato un generale statunitense.
Chaffee partecipò alla guerra di secessione americana ed alle guerre indiane e giocò un ruolo fondamentale nella guerra ispano-americana. Combatté inoltre nella ribellione dei Boxer in Cina. Fu Capo di stato maggiore dell'Esercito degli Stati Uniti dal 1904 al 1906.

## Biografia

### Guerra di secessione americana
Chaffee nacque ad Orwell, Ohio. Quando scoppiò la guerra di secessione americana nel luglio 1861, Chaffee si arruolò nello Union Army come privato del 6º cavalleria. Nel 1862 Chaffee fu promosso sergente e partecipò alla campagna peninsulare ed alla battaglia di Antietam. A settembre di quello stesso anno divenne sottufficiale della compagnia K. Fu nominato Sottotenente a maggio 1863. Il suo 6º cavalleria, in distaccamento dal 1º cavalleria del generale John Buford, anche se in inferiorità numerica attaccò la cavalleria confederata a Fairfield, Pennsylvania, poco fuori da Gettysburg il 3 luglio 1863.
Nei successivi scontri fu ferito e tenuto per breve tempo prigioniero dei Confederati. Rimase col 6º cavalleria per il resto della guerra, venendo ferito due volte. Nel febbraio 1865 fu promosso primo tenente. Per le sue azioni "valorose e meritorie" nella battaglia di Dinwiddie Court House fu nominato brevetto capitano. Dopo la guerra divenne membro del Military Order of the Loyal Legion of the United States.

### Guerre indiane
Chaffee decise di restare nell'esercito dopo la guerra. Fu assegnato alla frontiera occidentale e promosso capitano dei regolari nell'ottobre 1867. Nei successivi 30 anni partecipò alle guerre indiane, combattendo le tribù delle pianure centrali e del sudovest. Nel 1868 divenne maggiore per l'operato a Paint Creek, Texas. L'anno dopo si scontrò spesso con gli indiani, soprattutto a Red River (Texas)nel 1874 ed a Big Dry Wash (Arizona) nel 1882, dopodiché divenne brevetto tenente colonnello. Nel luglio 1888 fu promosso maggiore e trasferito al 9º cavalleria. Dal 1894 al 1896 fu istruttore di tattica nella scuola di fanteria e cavalleria a Fort Leavenworth. Nel giugno 1897 divenne colonnello e fu trasferito al 3º cavalleria dove comandò la scuola di cavalleria di Fort Riley fino al 1898.

### Guerra ispano-americana
Con lo scoppio della guerra ispano-americana nel 1898 gli fu assegnata una brigata e fu promosso generale di brigata dei volontari nel maggio dello stesso anno, mentre a luglio dopo la vittoria di El Caney divenne maggior generale dei volontari. Dalla fine del 1898 a maggio 1900 fu capo di stato maggiore del governatore militare di Cuba, il generale Leonard Wood, venendo promosso colonnello dei regolari nel maggio 1899.

### Ribellione dei Boxer
Nel giugno 1900 scoppiò la ribellione dei Boxer in Cina. Chaffee fu inviato in Cina a luglio come comandante della China Relief Expedition. La spedizione fece parte della forza internazionale inviata a salvare i cittadini occidentali e sedare la ribellione. Chaffee partecipò alla spedizione Gaselee ed alla successiva battaglia di Pechino, nella quale furono sostituiti gli ambasciatori.

### Fine del servizio militare
Nel febbraio 1901 divenne maggior generale dei regolari. Da luglio di quell'anno ad ottobre 1902 fu governatore militare delle Filippine. In questo periodo si ebbe la seconda fase della guerra filippino-americana. Nell'ottobre 1902 divenne il comandante del Dipartimento dell'Est, incarico che ricoprì fino all'ottobre 1903. Nel gennaio 1904 fu promosso tenente generale e, dal 9 gennaio 1904 al 14 gennaio 1906, fu Capo di stato maggiore dell'Esercito degli Stati Uniti. Su sua richiesta andò in congedo il 1º febbraio 1906. Quando si ritirò si trasferì a Los Angeles dove fu nominato presidente del Board of Public Works per la città di Los Angeles.

### Famiglia

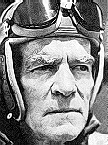
Adna Chaffee, Jr.

Chaffee si sposò due volte. Nel 1868 sposò Kate Haynie Reynolds che morì l'anno dopo. Nel 1875 sposò la seconda moglie, Annie Frances Rockwell. Anche suo figlio, Adna R. Chaffee, Jr., divenne generale e fu uno dei padri delle forze corazzate statunitensi.

## Carriera
| Grado               | Data             | Componente        |
| ------------------- | ---------------- | ----------------- |
| Privato             | 22 July 1861     | Union Army        |
| Sergente            | 1862             | Union Army        |
| Primo sergente      | settembre 1862   | Union Army        |
| Sottotenente        | 13 marzo 1863    | Union Army        |
| Primo tenente       | 22 febbraio 1865 | Union Army        |
| Capitano            | 12 ottobre 1867  | Esercito regolare |
| Maggiore            | 7 luglio 1888    | Esercito regolare |
| Tenente colonnello  | 1º giugno 1897   | Esercito regolare |
| Generale di brigata | 4 maggio 1898    | Volontari         |
| Maggior generale    | 8 luglio 1898    | Volontari         |
| Colonnello          | 8 maggio 1899    | Esercito regolare |
| Maggior generale    | 4 febbraio 1901  | Esercito regolare |
| Tenente generale    | 9 gennaio 1904   | Esercito regolare |

## Onori
Una targa ufficiale documenta il luogo di nascita di Chaffee ad Orwell, Ohio. La città di Chaffee (Missouri) prese il nome da lui quando fu fondata nel 1905.